# George Pierce Baker
George Pierce Baker, född den 4 april 1866, död den 6 januari 1935, var en amerikansk estetiker och teaterpedagog.
Baker undervisade vid Harvard 1888–1924 och vid Yale 1925–1933. Han författade Development of Shakespeare as a dramatist (1907) och Dramatic technique (1919) samt utgav flera av den elisabetanska tidens dramer och brevlitteratur. År 1927 tilldelades han guldmedalj av National Institute of Social Sciences.